# Fastrada
Fastrada, född 765, död 10 augusti 794, var en drottning av Franken; gift i Worms 784 med Karl den store.
Fastrada var en öst-frankisk (sachsisk) adlig krigare: under kriget mot Frankrike stred hon med andra sachsiska kvinnliga soldater barbröstad mot de frankiska soldaterna. Hon ska ha gjort ett mordförsök på sin styvson Pippin puckelryggen. 